# Andrzej Ołtuszewski
Andrzej Ołtuszewski (ur. 12 czerwca 1949 w Ornecie) – polski samorządowiec i menedżer, w latach 2003–2006 członek zarządu województwa warmińsko-mazurskiego II kadencji, w latach 2006–2010 burmistrz Ornety.

## Życiorys
Pochodzi z rolniczej rodziny Ołtuszewskich. Zdobył wykształcenie wyższe. Zaangażował się w działalność Unii Pracy. W 2002 przegrał w drugiej turze wybory na burmistrza Ornety. 20 maja 2003 został powołany na członka zarządu województwa warmińsko-mazurskiego (zastąpił odwołanego przedstawiciela Samoobrony Andrzeja Majchrzaka). Zakończył pełnienie funkcji wraz z końcem kadencji zarządu 29 listopada 2006.
W 2006 w drugiej turze wyboru wybrano go burmistrzem Ornety; uzyskał też mandat radnego powiatu lidzbarskiego, którego nie objął. W 2010 zajął ostatnie trzecie miejsce w wyborach na burmistrza, został natomiast radnym powiatowym z listy SLD (w 2014 i 2018 nie uzyskał reelekcji). W 2013 był jednym z inicjatorów referendum ws. odwołania burmistrza Ornety Ireneusza Popiela (nieskutecznego ze względu na niską frekwencję). W kolejnych latach związany m.in. z klubem piłkarskim Błękitni Orneta, Stowarzyszeniem „Dom Warmiński” oraz przedsiębiorstwem wodociągowym w Lidzbarku Warmińskim.